# Nahit Menteşe
Nahit Menteşe (geb. 1932, Aydın; gest. 31. Dezember 2024, Ankara) war ein türkischer Politiker.

## Leben
Nahit Menteşe erhielt seine Schulbildung am Kabataş-Gymnasium (Kabataş Erkek Lisesi) und schloss sein Studium an der juristischen Fakultät der Universität Istanbul ab.
Er war Präsident der Ortsgruppe der Adalet Partisi (Gerechtigkeitspartei) in Aydın und stand Süleyman Demirel sehr nahe. Er war Parlamentsabgeordneter für Aydın (1965–1980 und 1991–1999), Minister für Zoll und Monopole (1968–1969), Verkehr (1969–1970 und 1975–1977) und Energie und natürliche Ressourcen (1970–1971), Tourismus (1977), nationale Bildung (1977–1978 und 1993), Innenminister (1993–1995) und stellvertretender Premierminister (1996) unter Tansu Çiller. Er war Vorsitzender des Nationalen Bildungs- und Kulturausschusses der Großen Nationalversammlung der Türkei (1991–1993).

## Tod
Menteşe verstarb am 31. Dezember 2024 in Ankara.